# 南洋十大邪术
《南洋十大邪术》（英語：The Eternal Evil of Asia）又名《南洋十大邪降》，1995年上映的香港三级片，导编都是钱文锜，主演陈雅伦、吴毅将、陈国邦、徐锦江。

## 剧情
阿邦、阿江、阿南、肯尼四兄弟一起到泰国去游玩，在山间，四人遇到降头师互相斗法，四人帮助降头师乃蜜击败对手，得到其礼遇，邀请他们到家中吃喝，降头师的妹妹水抹爱上了阿邦，降头师為了妹妹而下了爱情降，结果誤使阿江、阿南、肯尼三人都中了爱情降，和她轮流做爱了，水抹清醒後羞愧不已想殺死他們卻意外令自己死了，四人怕麻烦，急急忙忙坐飞机回到了香港，降头师不堪受辱，决心帮妹妹报仇雪恨，四人中三人先后被他用降头害死，阿邦成了最后一名幸存者，他的妻子献出自己的身体使乃蜜失去警觉，杀掉了降头师乃蜜，但是乃蜜投胎成了阿邦的孩子。

## 演出
| 演员     | 角色   | 粵語配音 | 备注                                    |
| 陈雅伦   |        | 何錦華   | 阿邦妻子。                              |
| 陈国邦   | 阿邦   | 潘文柏   | May的丈夫，水抹暗恋的对象。             |
| 徐锦江   | 阿江   | 周志輝   | 阿邦的兄弟之一，May的哥哥，被乃蜜杀掉。 |
| 欧阳震华 | 阿南   | 高翰文   | 阿邦的兄弟之一，被乃蜜杀掉。            |
| 吴瑞庭   | 肯尼   |          | 阿邦的兄弟之一，被乃蜜杀掉。            |
| 钟淑慧   | 眉姐   | 陸惠玲   | 降头师，髮型屋老主顾。                  |
| 吴毅将   | 乃蜜   | 張炳強   | 水抹的哥哥，泰国降头师。                |
| 錢軍     | 水抹   |          | 乃蜜的妹妹，痴情阿邦。                  |
| 苑琼丹   | 十三姨 | 苑琼丹   | 髮型屋東主                              |
| 罗莽     |        | 黃志明   | 阿江的师傅，通神打。                    |
| 李华月   | 朱西   |          | 泰国降头师。                            |
| 八两金   |        |          | 阿江的师兄。                            |
| 陳子豪   |        |          | 阿南的兒子，被中了邪術的阿南殺害。      |